# (25051) Vass
(25051) Vass est un astéroïde de la ceinture principale.

## Description
(25051) Vass est un astéroïde de la ceinture principale. Il fut découvert le 20 août 1998 à la station Anderson Mesa par le programme LONEOS. Il présente une orbite caractérisée par un demi-grand axe de 2,62 UA, une excentricité de 0,16 et une inclinaison de 14,7° par rapport à l'écliptique.

## Compléments